# Tabanus particolor
Tabanus particolor är en tvåvingeart som beskrevs av Szilady 1926. Tabanus particolor ingår i släktet Tabanus och familjen bromsar.
Artens utbredningsområde är Sri Lanka. Inga underarter finns listade i Catalogue of Life.